# إرنست لويس
إرنست لويس (بالإنجليزية: Ernest Lewis)‏ مواليد 05 أبريل 1867 في هامرسميث، ميدلسكس، المملكة المتحدة - الوفاة 19 أبريل 1930 في بليموث، المملكة المتحدة، كان لاعب كرة مضرب بريطاني بدأ مسيرته كمحترف سنة 1881، اعتزل اللعب في 1897. كما أنه أحد أبطال الجراند سلام. أعلى تصنيف له في الفردي كان المركز الـ 1 في سنة 1891.

## بطولات حققها
- بطولة ويمبلدون

## النهائيات

### الزوجي (الألقاب 1, الوصافة 6)
| الحصيلة | السنة | البطولة        | الشريك         | المنافس في النهائي          | النتيجة في النهائي      |
| ------- | ----- | -------------- | -------------- | --------------------------- | ----------------------- |
| الوصافة | 1884  | بطولة ويمبلدون | إي إل وليامز   | إرنست رينشو وليام رينشو     | 3–6, 1–6, 6–1, 4–6      |
| الوصافة | 1889  | بطولة ويمبلدون | جورج هيليارد   | إرنست رينشو وليام رينشو     | 4–6, 4 6, 6–3, 6–0, 1–6 |
| الوصافة | 1890  | بطولة ويمبلدون | جورج هيليارد   | جوشوا بيم فرانك ستوكر       | 0–6, 5–7, 4–6           |
| الفوز   | 1892  | بطولة ويمبلدون | هاري إس بارلو  | هربرت باديلي ويلفريد باديلي | 4–6, 6–2, 8–6, 6–4      |
| الوصافة | 1893  | بطولة ويمبلدون | هاري إس بارلو  | جوشوا بيم فرانك ستوكر       | 6–4, 3–6, 1–6, 6–2, 0–6 |
| الوصافة | 1894  | بطولة ويمبلدون | هاري إس بارلو  | هربرت باديلي ويلفريد باديلي | 7–5, 5–7, 6–4, 3–6, 6–8 |
| الوصافة | 1895  | بطولة ويمبلدون | ويلبرفورس إفاس | هربرت باديلي ويلفريد باديلي | 6–8, 7–5, 4–6, 3–6      |

## روابط خارجية
- إرنست لويس على موقع رابطة محترفي التنس (الإنجليزية)
- إرنست لويس على موقع بطولة ويمبلدون (الإنجليزية)